# Kostonjoki
Kostonjoki är ett vattendrag i Finland.   Det ligger i landskapet Norra Österbotten, i den nordöstra delen av landet, 600 km norr om huvudstaden Helsingfors.